# Jacques Charrier
Jacques Charrier (Metz, 6 de noviembre de 1936) , es un actor francés de cine y teatro, productor de cine, artista, pintor y ceramista.

## Biografía
Él nació en 6 de noviembre de 1936 en Metz en Lorena por casualidad de una asignación de su padre, un soldado de carrera. Es hijo de una familia de siete hijos.
Fue el marido de Brigitte Bardot con quien tiene un hijo, Nicolás-Jacques Charrier. Con su segunda esposa France Louis-Dreyfus, tiene dos hijas: Marie y Sophie. En 1995, tuvo una hija, Rosalie, con su tercera esposa Linda. Luego se vuelve a casar con una fotógrafa japonés, Makiko.

## Arte y teatro
En 1953, a los 17 años, dejó sus estudios y entró en la Escuela de Bellas Artes de Estrasburgo , donde aprendió la profesión de ceramista.
En 1956 , un profesor del conservatorio de Montpellier le ofreció el papel de Frédéric en la película L'Arlésienne basada en la obra de Alphonse Daudet. Su pequeño éxito mediático local lo empujó a probar suerte en París cuando tenía veinte años: ingresó en la ENSATT - Escuela Nacional de Artes y Técnicas del Teatro de la rue Blanche donde se convirtió en alumno de la actriz Berthe Bovy.
Estrella de cine durante la noche
En 1958 , después de varios trabajos ocasionales, incluido el de decorador de teatro, consiguió un trabajo como extra en la Comédie-Française, luego fue elegido por Marguerite Jamois para interpretar el papel principal masculino en la obra Le Journal d'Anne Frank. con Pascale Audret en el Théâtre Montparnasse. Fue allí donde Marcel Carné lo vio y le ofreció interpretar el primer papel, el de Bob, en su película Les Tricheurs con Laurent Terzieff, Jean-Paul Belmondo , Pascale Petit y Dany Saval. La película es un gran éxito de público y, de la noche a la mañana, Jacques Charrier se convierte en una estrella muy buscada por el mundo del cine.
Tenía veintidós años cuando, en 1959, Brigitte Bardot , que tenía veinticuatro, se lo impuso al director Christian-Jaque en la película Babette va a la guerra (con, entre otros, Francis Blanche ). Brigitte y Jacques se enamoran y se casan el 18 de junio, al final del rodaje, bajo el fuego de los medios mundiales. 
El 11 de enero de 1960, BB y Charrier tienen un hijo, Nicolás-Jacques, cuyo nacimiento es un acontecimiento mediático. 
En 1969 fundó, con Jean-Claude Brialy, la productora Les Films Marquise para producir películas de bajo presupuesto. Cierra en 1975 tras el fracaso de Llueve sobre Santiago.
Nicolás-Jacques Charrier vive en Noruega y es padre de dos hijas nacidas en 1985 y 1990, Anna-Camilla y Théa-Joséphine, una de las cuales se ha convertido en madre.

### Volver a artes gráficas
En 1980 regresa a la Escuela de Bellas Artes y ahora se dedica a la pintura . Su producción artística está llena de referencias a sus dos pasiones, los viajes y la antigüedad . Expone regularmente entre París , Ginebra y San Francisco .
Desde 1997 , vive en París y se encuentra a pesar de sí mismo bajo el fuego de los medios de comunicación con la publicación de las memorias de Brigitte Bardot, Initials BB, en Grasset. Demanda con éxito por "violación de la privacidad" y publica Mi respuesta a Brigitte Bardot en Michel Lafon.
En 2008 expuso del 13 al 18 de febrero muchas pinturas en el Espace Cardin en el 8º  distrito de París. En 2012 expuso en los “Archivos Yves Klein” de París.

## Filmografía

### Actor
- 1958: Policía judicial de Maurice de Canonge: Extra / Figuración
- 1958: Los tramposos de Marcel Carné: Bob
- 1958: Les Dragueurs de Jean-Pierre Mocky: Freddy
- 1959: Babette va a la guerra de Christian-Jaque: Gérard de Crécy-Lozère
- 1959: La mano caliente de Gérard Oury  : Michel
- 1960: Los cangrejos de canasta de Joseph Lisbona
- 1961: El comando cazado (Tiro al piccione) de Giuliano Montaldo
- 1961: La Belle Américaine de Robert Dhéry: El automovilista
- 1961: Los siete pecados capitales de Claude Chabrol, boceto L'Avarice: Antoine
- 1962: L'Œil du Malin de Claude Chabrol  : Albin Mercier
- 1963: Carmen 63 de Carmine Gallone: Antonio
- 1963: A causa de, a causa de una esposa de Michel Deville  : Rémy Fertet
- 1964: La vida matrimonial de André Cayatte: Jean-Marc

Jean-Marc o la vida conyugal - 1 st  parte del díptico
Françoise o vida conyugal - 2 e  parte del díptico
- 1964: La Bonne Occase de Michel Drach: El buen hombre
- 1966: Las criaturas de Agnès Varda  : René
- 1966: brillantemente de Pierre Gaspard-Huit: Jean-Loup Costa
- 1966: Marie Soleil de Antoine Bourseiller: Axel
- 1967: La profesión más antigua del mundo, boceto Anticipación o amor en el año 2000 de Jean-Luc Godard  : Nick
- 1969: Winter Sirocco ( Sirokkó ) de Miklós Jancsó: Marko
- 1969: Dinero-Dinero de José Varela
- 1971: Los soles de la Isla de Pascua de Pierre Kast: Alain
- 1972: Las contraventanas cerradas de Jean-Claude Brialy: Thomas
- 1981: Hola campeón , serie de televisión de 13 episodios con Chantal Nobel: Vincent Navailles

### Productor
- 1969: Winter Sirocco ( Sirokkó ) de Miklós Jancsó
- 1971: Églantine de Jean-Claude Brialy
- 1972: Las contraventanas cerradas de Jean-Claude Brialy
- 1972: ¡Qué destello! por Jean-Michel Barjol
- 1973: L'Oiseau rare de Jean-Claude Brialy
- 1974: Dreyfus o la verdad intolerable de Jean Chérasse
- 1975: Llueve en Santiago de Helvio Soto
- 1957: Le Journal d'Anne Frank de Frances Goodrich y Albert Hackett, dirigida por Marguerite Jamois, Théâtre Montparnasse